# Oleg Wladimirowitsch Bessow
Oleg Wladimirowitsch Bessow (russisch Олег Владимирович Бесов, englische Transkription Oleg Besov; * 27. Mai 1933 in Moskau) ist ein russischer Mathematiker, der sich mit Funktionalanalysis befasst. Er ist Professor am Moskauer Institut für Physik und Technologie und Leiter der Abteilung Funktionentheorie am Steklow-Institut in Moskau.
Bessow ist seit 1960 am Steklow-Institut als Wissenschaftler, wurde dort 1961 promoviert und 1967 bei Sergei Michailowitsch Nikolski habilitiert (russischer Doktortitel). Seit 1994 leitet er dort die Abteilung Funktionentheorie. Seit 1970 ist er Professor am Moskauer Institut für Physik und Technologie.
1960 führte er spezielle Funktionenräume in die reelle Analysis ein, die nach ihm benannt wurden (Besov-Räume).
Bessow ist seit 1990 korrespondierendes Mitglied der Russischen Akademie der Wissenschaften. Er ist Mitglied der European Academy of Sciences. 1977 erhielt er mit Il´in und Nikolski den Staatspreis der UdSSR.

## Schriften
- mit Valentin Petrovich Il´in und Sergei Nikolski Integral representation of functions and embedding theorems, 2 Bände, Wiley 1978, 1979